# Почва
 Тази статия е за земния пласт.  За земната основа в строителството вижте строителна почва.  
Почва е повърхностният рохкав изветрен пласт на земната кора, в който се развиват растенията. Разораната почва се нарича още „пръст“ (само ед. число, ж. род). Почвата има сложен състав и структура.

## Състав

### Механичен състав
Почвата е съставена от различни по големина агрегати, наречени още механични елементи, които не могат да се раздробяват по механичен път. Агрегатите с близки размери имат подобни свойства, поради което е възприето да се обединяват в механични фракции.
Възприета е класификация на почвените агрегати в 4 фракции:
- с размер > 1 mm – камъни (скелет)
- с размер 1 – 0,05 mm – пясък
- с размер 0,05 – 0,001 mm – прах
- с размер < 0,001 mm – ил (глина)

За практически цели при класификация на почвите по механичен състав се използват 2 по-общи фракции:
- физичен пясък – агрегати > 0,01 mm
- физична глина – агрегати < 0,01 mm

Съгласно съотношението между тези 2 фракции (по отношение на дела на физината глина), почвите се разделят на 4 групи, както следва:
- 0 – 10 % – песъчливи
- 10 – 20 % – глинесто-песъчливи
- 20 – 60 % – песъчливо-глинести
- над 60 % – глинести

### Органичен състав на почвата
Органичният състав на почвата се състои от:
- неразложена мъртва органична материя от: следжътвените растителни остатъци от предшественика, загинали животински видове;
- полуразложена мъртва органична материя;
- разложена мъртва органична материя, голяма част от която влиза в състава на органичното вещество хумус.

Вредна органична част в състава на почвата са полимерните промишлени отпадъци и опаковки, попаднали случайно или по немарливост, които са замърсители на почвата.

### Почвена вода
Водата постъпва в почва главно чрез валежите и по-малко от подземни води. Тя се задържа от почвените агрегати с различна сила, преминава в различни форми и е различно достъпна за растенията.
В зависимост от силата на задържане почвената вода е 3 вида:
- Парообразна вода. Тя постъпва от атмосферата или се образува от изпаряването на почвената вода. Подвижна е и се придвижва от по-влажните към по-сухите слоеве, както и от по-топлите към по-хладните. При охлаждане преминава в подземна роса, която се ползва от растенията.
- Свързана вода. Задържа се по повърхността на почвените агрегати от молекулните сили и е недостъпна за растенията. Бива:
  - здраво свързана (хигроскопична) – тънък слой молекули
  - слабо свързана (молекулна) – по-дебел слой водни молекули
- Свободна вода. Заема капилярните и некапилярните пори на почвата и е достъпна за растенията. Разделя се на 2 вида:
  - Капилярна вода. Образува т. нар. продуктивен воден запас на почвата. Заема капилярните пори, задържа се от капилярните сили и се движи подобно на парообразната вода.
  - Гравитационна вода. Заема големите капилярни пори между почвените агрегати, не се задържа в почвата от никакви сили, затова се движи по законите на гравитацията. Тази вода понякога е вредна – когато се задържи по-продължително, защото растенията започват да страдат от недостиг на кислород.

## Свойства

### Общи физични свойства
Към общите физични свойства на почвата се отнасят:
- Обемна плътност (обемно тегло) на почвата – маса на единица обем (1 см3) суха почва в естествено (ненарушено) състояние, измерва се в грамове (г). Колкото по-глинеста е почвата, толкова по-високо е обемното ѝ тегло. Този показател се колебае от 1 – 1,1 г/см3 за леките до 1,6 г/см3 за тежките глинести почви.
- Относителна плътност на почвата – отношение между масата на определен обем почва към масата на същия обем вода. Варира в границите 2,4 – 2,8. Колкото по-богата на хумус е почвата, толкова по-нисък е този показател. Използва се за изчисляване на порьозността на почвата.
- Порьозност на почвата – отношение между общия обем на порите в почвата към общия обем на почвата. Изчислява се по формулата: Р = (D-Do)/D*100, където Р е порьозността в %; D и Do са, съответно относителната и обемната плътност на почвата. Показателят варира между 25 и 80%, най-често в диапазона 40 – 60%.

### Физико-механични свойства
Основните физико-механични свойства на почвата са:
- Пластичност – свойство на почвата да променя формата си във влажно състояние под влияние на външни механични сили и да я запазва след прекратяване действието на тези сили. Пластичността е отрицателно свойство на почвата, тъй като влошава качеството на обработката – такива почви не се раздробяват, а се обръщат на ленти.
- Лепливост – свойство на влажната почва да полепва към различни предмети. Това е отрицателно свойство на почвата, което се проявява при глинестите почви. Полепването на почвата към оръдията за обработка увеличава съпротивлението, респективно разходите за извършване на обработка, и влошава качеството. Полепването по сеещите апарати влошава качеството на сеитбата.
- Набъбване и свиване – свойство на почвата да увеличава обема си при навлажняване и да го намалява при изсъхване. Това са негативни качества, които най-силно се проявяват при глинестите почви. При свиване тези почви образуват пукнатини, които причиняват разкъсване на корените на растенията и допълнително просушаване.
- Свързаност – способност на почвата да се съпротивлява на външни сили, които се стремят да разединят агрегатите ѝ. Най-голяма свързаност проявяват глинестите и безструктурните почви.
- Съпротивление при обработка – съпротивлението, което почвата оказва на почвообработващите оръдия, което е равно на теглителната сила, необходима за извършване на обработката. Измерва се в кг/кв.см, а измерването му е необходимо за правилно изчисляване на натоварването на тракторите. По-голямо съпротивление оказват влажните, много сухите, глинестите и безструктурните почви. Оптималната влажност за отделните почви се нарича „физическа зрялост“ на почвата за извършване на обработка.

### Почвено плодородие
Основното свойство на почвата е нейното плодородие – способността ѝ да осигурява хранителни вещества, вода, въздух и топлина на растенията, безусловно необходими за растежа, развитието и продуктивността им. Почвеното плодородие е резултат от едновременното протичане на две големи групи от процеси: изветряне и почвообразуване.
Почвата представлява местообитание, освен на корените на растенията, на милиони видове микроорганизми, хиляди насекоми и десетки дребни млекопитаещи (най-вече гризачи).

### Водни свойства
Основните водни свойства на почвата са влагоемност и водопропускливост.
Влагоемността е свойството на почвата да поема и да задържа вода в себе си, като тя може да бъде:
- Пълна влагоемност (ПВ) – максималното количество вода, което почвата може да поеме. Повечето култури се равиват добре при влажност на почвата, която е 50 – 60% от ПВ и страдат от липса на въздух при влажност над 70% от ПВ.
- Пределна полска влагоемност (ППВ) – максималното количество вода, което почвата може да поеме при запълване на всички пори, преди да настъпи оттичане. Оптималното овлажняване на почвата за развитие на културите е 75% от ППВ.
- Максимална хигроскопична влагоемност (МХВ) – максималното количество вода, което може да поеме абсолютно сухата почва от водните пари. Тя отговаря на здраво свързаната вода, поради което е недостъпна за растенията.

При намаляване на влажността на почвата под ППВ настъпва момент, когато в почвата има още капилярна вода, но тя е трудно подвижна и трудно достъпна за растенията. Съдържанието на влага, при което растенията започват да страдат се нарича влажност на забавяне на растежа (ВЗР), а влажността, която е недостъпна за растенията и те започват да загиват се нарича влажност на завяхване (ВЗ).
Водопропускливостта е способността на почвата да пропуска вода през себе си. Най-голяма водопропускливост имат леките песъчливи почви, а най-малка – тежките глинести почви. От агрономическа гледна точка голямата и малката водопропускливост са нежелателни – при първата почвите са склонни към преовлажняване, а при втората – към просъхване. В това отношение най-добри са песъчливо-глинестите почви, каквито са черноземите на Северна България.

### Киселинност
Като мярка за киселинността на почвите (наричана също „реакция на почвата“) обикновено се използва водородният показател на почвен разтвор - концентрацията на водородните катиони (Н+) и хидроксилните аниони (ОН-). Прието е водородният показател да се отбелязва с рН (изразява отрицателния логаритъм на количеството водородни йони в литър разтвор и се движи между 1 и 14, а при почвени разтвори от 3,5 до 11).
Реакцията на почвения разтвор зависи главно от съдържанието на свободни киселини и основи, кисели и алкални соли, състава на обменните катиони в поглъщателния комплекс и концентрацията на въглероден двуокис в почвения въздух. При естествени условия в почвата почти не се образуват силни минерални киселини, така че киселата реакция се дължи главно на хумусните киселини и някои хидролитично кисели соли. При естествени условия също не се срещат и силни основи, поради което алкалната реакция се дължи основно на хидролитично алкалните соли.
Прието е рН да се определя във воден извлек и в солеви извлек от неутрална сол.
1. рН-воден извлек

- под 4,0 – много кисел
- 4,1 – 5,0 – силно кисела
- 5,1 – 6,0 – средно кисела
- 6,1 – 6,5 – слабо кисела
- 6,6 – 7,0 – неутрална
- 7,1 – 8,5 – слабо алкална и алкална
- над 8,5 – силно алкална

Отделните видове култури имат различно отношение към реакцията на почвата, някой се развиват добре в широки предели на рН, а други са твърде чувствителни към реакцията на почвата.

## Структура

### Почвени хоризонти
Почвата е структурирана в няколко последователно разположени слоя, наричани генетичните хоризонти. Генетичен хоризонт е еднороден слой почва, заграждащ почвения профил с подобни морфологични белези, състав, свойства и плодородие. Преминаването от един хоризонт в друг става постепенно при почвите, образувани под тревиста постеля и по-рязко при почвите, образувани под горска растителност.
Най-общо се различават 3 почвени хоризонта: хумусен, преходен и почвообразуваща скала.

#### Хумусен хоризонт
Най-често става дума за хумусно-акумулативен хоризонт, който при различните почвени типове има различна мощност (дълбочина в см), различно съдържание на хумус в орницата. В този хоризонт става натрупване на органичното вещество, той има по-тъмен цвят, троховидно-зърнеста структура и добри водно-физични свойства.
За горските почви е характерна разновидността хумусно-елувиален хоризонт, тъй като при тях става механично изнасяне на глината с филтриращата се вода към по-долните хоризонти и този хоризонт е по-богат на силициев диоксид и по-беден на карбонати, железни и алуминиеви оксиди, а също така има по-рохкав строеж.
В редица случаи се отделят и подхоризонтите: А орн. – орница, Ао – горска постеля, А т – торфен и др.

#### Преходен хоризонт
Този хоризонт осъществява връзката между хумусния хоризонт и почвообразуващата скала. Той има сравнително добри физични свойства, а в сравнение с А-хоризонта – по-малко съдържание на хумус и по-голямо съдържание на карбонати. Характерен е за почви, образувани върху тревиста растителност.
За почвите, образувани върху гори, е характерен илувиалния хоризонт (Вт), в който става акумулирането на изнесените от А-хоризонта карбонати, глина и съединения на алуминия и желязото. Поради тази си особеност, този хоризонт се отличава с тежък механичен състав, ниска водопропускливост и е силно уплътнен.

#### Почвообразуваща скала
Тя е рохкав материал, получен в процеса на изветрянето. С натрупване на глина, този материал придобива свойството да задържа вода, без да има свойството плодородие. От свойствата на почвообразуващата скала, обаче, зависят физичните и химичните свойства на почвения тип.

### Морфологични признаци
Основните морфологични признаци, които характеризират почвените условия, са:
Мощност на почвените хоризонтиОпределя се в см, а зависи най-вече от растителността, под влияние на която са образувани. Пример: При черноземните почви мощността на хоризонт А обикновено е 40 – 80 см, а на хоризонт В – 50 – 70 см.
Мощност на почвата (на почвения профил)Обхваща сумарната мощност на хоризонтите A и B и най-често варира между 40 и 200 см.
Цвят на почватаЗависи от съдържанието на химичните съединения и водата. Количественото съотношение на наличните съединения дава оттенъци на основния цвят, което също се отбелязва, а по-влажните почви изглеждат винаги по тъмни. По отношение на химическия състав се различават три основни цвята:
- черен – обуславя се от хумуса;
- кафяв (червен, ръждив – обуславя се от железните съединения;
- сив (белезникав) – обуславя се от карбонатите и силиция.

Влажност на почватаОтбелязва се степента на влажност към момента на описанието. Възприети са следните степени на влажност:
- суха почва – при пипане с ръка се разпрашава и не мокри попивателна хартия;
- свежа почва – при пипане с ръка е малко студена, но не мокри попивателна хартия;
- влажна почва – при стискане в дланта образува топка и навлажнява попивателната хартия;
- мокра почва – при стискане в дланта изпуска вода и се лепи.

Плътност на почватаПри описание се определя с помощта на нож и се отбелязват следните степени:
- много плътна – ножът не влиза в почвата;
- плътна – ножът влиза трудно в почвата;
- уплътнена – ножът влиза сравнително лесно в почвата;
- рохкава – почвата се разпада лесно.

Механичен състав на почватаИзразява се като съотношение между основните агрегати.
НовообразуванияПредставляват локални натрупвания на вещества, различаващи се от основната маса на почвените хоризонти – гипс, карбонати, оксиди, диоксиди или такива от биологичен характер (къртичини и др.).
ВключенияСтава дума за случайно попаднали в почвата тела – остатъци от животни, растения, такива от антропогенен произход (камъни, керемиди, тухли, въглени и пр.) или каменисти нехарактерни материали (скали и пр.).
Наличие на карбонатиУстановяват се с 10-процентен разтвор на солна киселина.

## Почви в България
Почвите в България са: чернозем, смолници, алувиално-ливадни, ливадни, кафяви горски, сиви горски, канелени горски, псевдоподзолисти, както и засолени, и заблатени почви.